# 謝潑德 (密歇根州)
謝潑德（英語：Shepherd）是位於美國密歇根州伊莎貝拉縣科鎮區的一個村。

## 人口
根據2020年美國人口普查的數據，謝潑德的面積為2.49平方千米，當中陸地面積為2.49平方千米，而水域面積為0.00平方千米。當地共有人口1469人，而人口密度為每平方千米589人。